# Club di Parigi

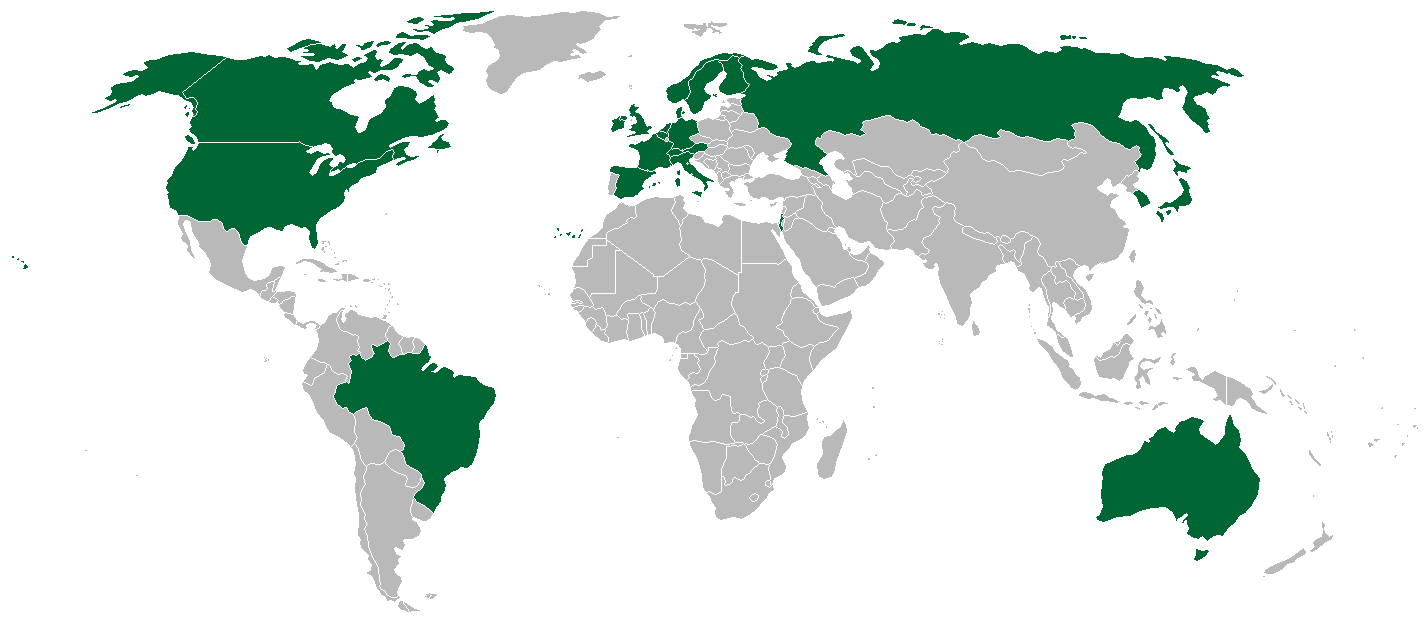
Mappa degli Stati membri del Club di Parigi.

Il Club di Parigi è un gruppo informale di organizzazioni finanziarie dei 22 paesi più ricchi del mondo, che procede ad una accurata rinegoziazione del debito pubblico bilaterale dei Paesi del Sud del mondo (aventi ingenti difficoltà nei pagamenti). I debitori sono spesso raccomandati dal Fondo Monetario Internazionale dopo il fallimento di altre soluzioni.
Esso si riunisce ogni sei settimane in Francia presso il Ministero dell'Economia, delle Finanze e dell'Industria di Parigi. 
Il Club venne istituito a Parigi nel 1956 fra l'Argentina e le altre nazioni sue creditrici. Le regole vennero fissate alla fine degli anni settanta nel contesto dei dialoghi Nord-Sud.
I membri coordinano le loro azioni di cancellazione, recupero e riprogrammazione dei crediti nei confronti dei Governi dei Paesi debitori.
Nel corso degli anni novanta, iniziò ad operare nei confronti di Stati appartenenti ai HIPC (Paesi poveri altamente indebitati)  e non-HIPC attuando politiche differenti. Il Club iniziò a garantire in maniera sempre maggiore la riduzione del debito dei paesi del Terzo mondo. Per i paesi non-HIPC, venne decisa una minore azione di riduzione del debito proponendo in alternativa l'assunzione del loro debito ad investitori privati.
Nel 2004, il Club decise di cancellare il debito dell'Iraq a causa dell'incomparabile costo della ricostruzione del paese. Dopo il maremoto dell'oceano Indiano del 2004, il Club di Parigi decise di sospendere temporaneamente alcune delle scadenze dei paesi coinvolti nel disastro.
Nell'aprile 2006, la Nigeria divenne il primo paese africano a pagare per intero il debito, stimato in 30 miliardi di dollari, nei confronti del Club di Parigi.
Nel settembre 2008, l'Argentina ha dichiarato di voler pagare il suo debito che ammonta a più di 6 miliardi di dollari. Allo stato di fatto l'Argentina non ha ancora effettuato tale pagamento.

## Membri
I membri permanenti del Club sono:
- Australia
- Austria
- Belgio
- Brasile
- Canada
- Corea del Sud
- Danimarca
- Finlandia
- Francia
- Germania
- Giappone

- Irlanda
- Israele
- Italia
- Norvegia
- Paesi Bassi
- Regno Unito
- Russia
- Spagna
- Stati Uniti
- Svezia
- Svizzera

## Attuale presidente
- Emmanuel Moulin